# Александер, Стефани
Стефани Брюстер Брюэр Тейлор Александер — американский математик, почётный профессор математики Иллинойского университета в Урбане-Шампейне.
Специалист по александровской геометрии; её исследования касаются также дифференциальной геометрии и метрических пространств.

## Биография
Родилась в Северном Голливуде.
Мать, Филлис Брюстер — профессор фармацевтики; отец Дэвид Брюэр — архитектор и инженер.
Росла в Ванкувере и Лондоне в Канаде где её отчим Джеймс Тейлор был профессором экономики.
Окончила Коледж Маунт-Голиок.
В 1967 году защитила диссертацию году под руководством Ричарда Бишопа.
Поступила на факультет Иллинойского университета в качестве инструктора на полставки; 
стала постоянным преподавателем в 1972 году.
Вышла на пенсию в 2009 году.
Её муж Джон Ральф Александер также профессор математики, работал на том же факультете; оба увлекались наблюдением птиц.

## Вклад
- Обобщение теоремы Адамара о вложенных локально выпуклых гиперповерхностях на случай объемлющего пространства неположительной секционной кривизны[4].
- Совместно с Ричардом Бишопом нашла обобщение теоремы Картана — Адамара на локально выпуклые пространства[5].
- Совместно с Ричардом Бишопом привела необходимое и достаточное условия на искривлённые произведения с кривизной ограниченной снизу и сверху в смысле Александрова[6].

## Книги
- S. Alexander, V. Kapovitch, A. Petrunin. An Invitation to Alexandrov Geometry: CAT(0) Spaces. — Springer, 2019. — (SpringerBriefs in Mathematics).
- S. Alexander, V. Kapovitch, A. Petrunin. Alexandrov geometry—foundations. — AMS, 2024. — (Grad. Stud. Math. 236).

## Признание
- Премия Лукмана и премия Уильяма Прокази, 1993 год[7].
- В 2014 году избрана действительным членом Американского математического общества[8].

## Внешние ссылки
- Stephanie Alexander Obituary